# Reutigen
Reutigen är en ort och kommun i distriktet Thun i kantonen Bern, Schweiz. Kommunen har 1 031 invånare (2021).